# Lamborghini Asterion
Lamborghini Asterion (укр. Ламборґіні Астеріон) — гібридне купе італійської спортивної преміум-марки Lamborghini.

## Про автомобіль

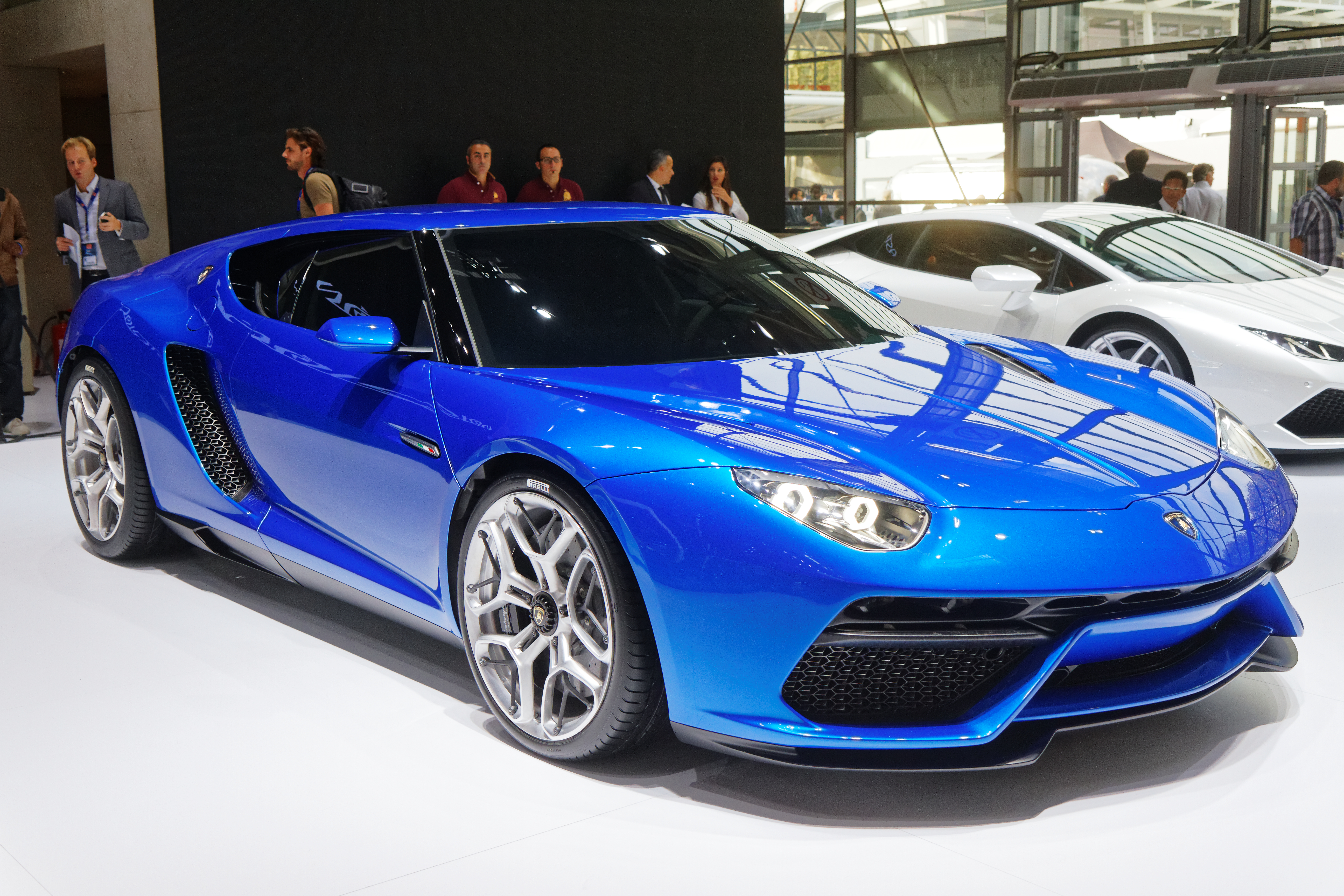
Lamborghini Asterion - Mondial de l'Automobile de Paris 2014

На Паризькому автосалоні у 2014 році, дебютував прототип гібридного супер-кара Lamborghini Asterion LPI 910-4.
Asterion є першим гібридом в асортименті Lamborghini, який можна підключати до розетки. Назва "Asterion" запозичена з грецької міфології. Так звали Мінотавра (чудовисько з тілом людини і головою бика).
В індексі LPI 910-4 вказані ключові особливості автомобіля: "LP" - скорочення від "Longitudinale Posteriore" - вказує на поздовжнє розташування двигуна позаду осі задніх коліс; "I" - скорочення від слова "Ibrido", що в перекладі з італ. "гібрид", а цифри свідчать сумарну потужність в 910 к.с. і повний привід.

## Технічні характеристики
Під капотом автомобіля встановлений 610-сильний атмосферний бензиновий двигун V10 об'ємом у 5,2 літра та три електромотори, які додають ще 300 кінських сил. Завдяки таким цифрам, авто стає в ряд з McLaren P1, Ferrari LaFerrari та Porsche 918 Spyder. 
КПП 7-ступенева автоматична з подвійним зчепленням. Два літій-іонні акумулятори встановлені на передню вісь (по одному на передні колеса), третій акумулятор встановлений між двигуном та коробкою передач.  
Від 0 до 100 км/год авто розганяється за 3,0 секунди, а максимальна швидкість становить 320 км/год.
Lamborghini Asterion LPI 910-4 може пересуватися у трьох режимах: Zero (електричний), Ibrido (гібридний) і Termico (бензиновий). Лише на електромоторах Asterion може розвивати максимальну швидкість у 125 км/год та проїхати виключно на електротязі 50 кілометрів шляху. 
Asterion викидає в атмосферу 98 грамів CO2 на кілометр. Витрата пального 4,12 літри на 100 км пробігу.